# Ертывис
Ертывис (устар. Ер-Ты-Вис) — река в Шурышкарском районе Ямало-Ненецкого АО. Вытекает из озера Ерты. Устье находится с северо-восточной стороны озера Варчаты. Длина реки 13 км.
Высота истока — 42,9 м над уровнем моря. Высота устья — 42,7 м над уровнем моря.

## Данные водного реестра
По данным государственного водного реестра России относится к Нижнеобскому бассейновому округу, водохозяйственный участок реки — Обь от впадения реки Северная Сосьва до города Салехард, речной подбассейн реки — бассейны притоков Оби ниже впадения Северной Сосьвы. Речной бассейн реки — (Нижняя) Обь от впадения Иртыша.
Код объекта в государственном водном реестре — 15020300112115300031203.